# Esquí acuático en los Juegos Suramericanos de 2014: Salto femenino
La prueba de salto femenino de esquí acuático en Santiago 2014 se disputó en la Laguna Los Morros entre los días 7 y 8 de marzo de 2014, en los cuales se celebró la competencia preliminar y final respectivamente. Participaron 10 atletas de esta disciplina.

## Resultados

### Preliminares
| Rank | Nombre                  | País      | Puntaje | Notas |
| ---- | ----------------------- | --------- | ------- | ----- |
| 1    | María Delfina Cuglievan | Perú      | 38.3    | Q     |
| 2    | Valentina González      | Chile     | 37.9    | Q     |
| 3    | Fernanda Naser          | Chile     | 35.9    | Q     |
| 4    | María Alejandra de Osma | Perú      | 29.2    | Q     |
| 5    | Paula Jaramillo         | Colombia  | 28.2    | Q     |
| 5    | Silvia Zarrate          | Colombia  | 28.2    | Q     |
| 7    | Valentina Patricio      | Argentina | 18.4    |       |
| 8    | Terhi Gisler            | Argentina | 15.7    |       |
| 9    | Vanessa Phelan          | Venezuela | 2.2     |       |
| 10   | Vanessa Kronfle         | Ecuador   | 2.0     |       |

### Final
| Rank              | Nombre                  | País     | Puntaje |
| ----------------- | ----------------------- | -------- | ------- |
| Medalla de oro    | Valentina González      | Chile    | 39.1    |
| Medalla de plata  | María Delfina Cuglievan | Perú     | 38.6    |
| Medalla de bronce | Fernanda Naser          | Chile    | 35.1    |
| 4                 | María Alejandra de Osma | Perú     | 30.0    |
| 5                 | Silvia Zarrate          | Colombia | 29.4    |
| 6                 | Paula Jaramillo         | Colombia | 29.3    |